# Шазим Мехмети
Шазим Мехмети (на албански: Shazim Mehmeti; на македонска литературна норма: Шазим Мехмети) е албански поет, художник и публицист от Северна Македония.

## Биография
Роден е през 1958 година в гостиварското село Балин дол, тогава във Федерална Югославия. Завършва основно образование в Балин дол, а гимназия в Гостивар, и висше строително образование. Прави три самостоятелни изложби. Живее и работи в Гостивар.